# Ecnomiohyla thysanota
Ecnomiohyla thysanota е вид земноводно от семейство Дървесници (Hylidae).

## Разпространение
Видът е разпространен в Панама.